# Tom Brown
Tom Brown (ur. 6 stycznia 1913, zm. 3 czerwca 1990) – amerykański aktor filmowy i telewizyjny.

## Filmografia

### seriale
- 1949: The Lone Ranger jako Billy-Be-Hung
- 1954: The Whistler jako Eddie / Keith / Ralph
- 1959: Mr. Lucky jako porucznik Rovacs
- 1965: Dni naszego życia jako Nathan Curtis
- 1967: Cimarron Strip jako Charlie Ives / szeryf Phillips

### film
- 1925: The Wrongdoers jako mały Jimmy
- 1932: Tom Brown of Culver jako Tom Brown
- 1934: Anne of Green Gables jako Gilbert Blythe
- 1937: Navy Blue and Gold jako Richard Gates junior
- 1937: W starym Chicago
- 1941: Sucker Hello jako Bob Wade
- 1954: Strażak uratował mi dziecko jako kapitan Bill Peters
- 1970: Cutter’s Trail jako Orville Mason

## Wyróżnienia
Posiada swoją gwiazdę na Hollywoodzkiej Alei Gwiazd.